# جودي أبلغيت
جودي أبلغيت (بالإنجليزية: Jodi Applegate)‏ هي صحفية ومذيعة أخبار أمريكية، ولدت في 2 مايو 1964 في ويلينغ في الولايات المتحدة.

## وصلات خارجية
- جودي أبلغيت على موقع IMDb (الإنجليزية)
- جودي أبلغيت على موقع قاعدة بيانات الفيلم (الإنجليزية)